# 56e armée (Japon)
La 56e armée (第56軍, Dai-go-jū-roku gun) est une unité de l'armée impériale japonaise basée dans la préfecture de Fukuoka à la toute fin de la Seconde Guerre mondiale.

## Histoire
La 56e armée est créée le 21 avril 1945 et placée sous le contrôle de la 16e armée régionale dans le cadre des tentatives désespérées du Japon d'empêcher une invasion américaine du nord de l'île de Kyūshū durant l'opération Downfall. La 56e armée est basée à Iizuka dans la préfecture de Fukuoka. Elle est principalement composée de réservistes sous-entraînés, d'étudiants conscrits, et de miliciens locaux des corps combattants des citoyens patriotiques.
Elle est dissoute au moment de la reddition du Japon le 15 août 1945 sans avoir combattu.

## Commandement
|                   | Nom                                | De            | À            |
| ----------------- | ---------------------------------- | ------------- | ------------ |
| Commandant        | Lieutenant-général Ichiro Shichida | 15 avril 1945 | 15 août 1945 |
| Chef d'État-major | Major-général Uichi Naiya          | 15 avril 1945 | 29 août 1945 |